# Montenegro en los Juegos Olímpicos de Sochi 2014
Montenegro estuvo representado en los Juegos Olímpicos de Sochi 2014 por dos deportistas que compitieron en esquí alpino. Responsable del equipo olímpico fue el Comité Olímpico de Montenegro, así como las federaciones deportivas nacionales de cada deporte con participación.
El portador de la bandera en la ceremonia de apertura fue el esquiador alpino Tarik Hadžić. El equipo olímpico de Montenegro no obtuvo ninguna medalla en estos Juegos.